# Публицистична статия
Публицистичната статия е вид публицистичен текст.
В него се открива насоченост към мислите и чувствата на читателя (слушателя, зрителя). Говори се и за художествена публицистика, в която се открояват образно-емоционалните елементи. Също „публицистичната статия“ разкрива чувствата и мислите на човека към важен момент. Пример за публицистична статия е текстът „За българското самочувствие“
В публицистичната статия:
- се коментира актуален проблем,
- изразява се оценка на фактите,
- изказът е експресивен,
- срещат се термини от различни сфери на общуване.